# 데이비드 아트락치

데이비드 아트락치(David Atrakchi, 1977년 12월 10일 ~ )는 미국의 배우이다.
유고슬라비아 사회주의 연방공화국에서 태어났다.

## 영화
- 앨리나 (2016년)
- 프랭크 & 롤라 (2016년)
- 오브 멘 앤드 마이스 (2015년)
- 하우스 오브 타임 (2015년)
- 라스트 콜 (2013년)
- 네이키드 솔 (2012년)
- 이매진 (2012년)
- 페이스 블라인드 (2011년)
- 브로큰 아이딜 (2010년)